# بين أورجي
بين أورجي (4 أبريل 1985 بلاغوس في نيجيريا - ) هو لاعب كرة قدم هندي في مركز الوسط. لعب مع نادي إيست بنغال ونادي جاجاتجيت للقطن والمنسوجات ‏ ونادي محمدان ونادي كيرلا بلاستيرز وShillong Lajong FC ‏.

## روابط خارجية
- بين أورجي على موقع قاعدة بيانات كرة القدم.إي يو (الإنجليزية)
- بين أورجي على موقع Soccerway.com (الإنجليزية)